# روبن جارفيس
روبن جارفيس (بالإنجليزية: Robin Jarvis)‏ هو كاتب بريطاني، ولد في 8 مايو 1963.

## وصلات خارجية
- الموقع الرسمي